# ISEE-1
El ISEE-1 (Exploración internacional Sol-Tierra, en inglés International Sun-Earth Explorer-A o ISEE-A) era una nave espacial madre de clase Explorer,  era parte de la misión madre/hija/ International Sun-Earth Explorer-1 para la órbita heliocéntrica (ISEE-1, ISEE-2, ISEE-3). ISEE-1 era una sonda espacial de 340,2 kg (750 lb) utilizada para estudiar campos magnéticos cerca de la Tierra. ISEE-1 era una nave espacial estabilizada por giro y basada en el diseño de la serie anterior de naves espaciales IMP (Plataforma de Monitoreo Interplanetario). ISEE-1 e ISEE-2 se lanzaron el 22 de octubre de 1977 y re-entraron el 26 de septiembre de 1987.

## Órbita
ISEE-1 e ISEE-2 permanecieron cerca de la Tierra. ISEE-3 fue la primera nave espacial que se colocó en una órbita de halo en el punto de Lagrange L1  Tierra-Sol y luego se desplegó en una órbita heliocéntrica.

## Entrada atmosférica
Tanto ISEE-1 como ISEE-2 volvieron a entrar en la atmósfera terrestre durante la órbita 1518 el 26 de septiembre de 1987. Diecisiete de los 21 experimentos a bordo estaban operativos al final.